# 伊登河
伊登河（River Eden）是英國的一條河流，流經西北英格蘭的坎布里亞郡。

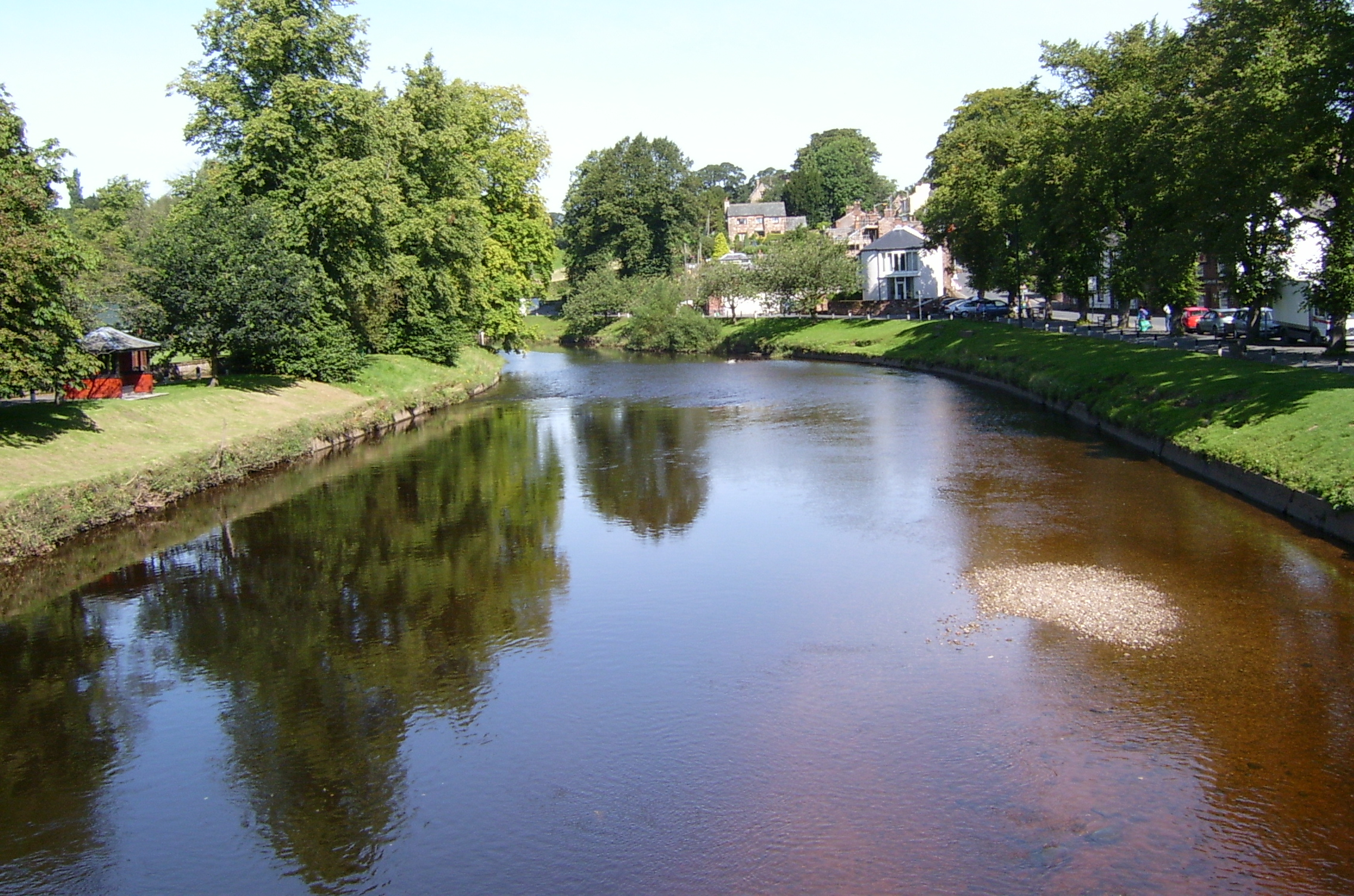
伊登河

伊登河發源自坎布里亞郡東南部的城鎮馬勒斯坦附近，起初流向往北，抵達科爾比史提芬後轉為西北，經過威斯摩蘭阿普比、卡萊爾，最後在卡萊爾西北方注入索爾韋灣。